# 福尔摩斯二世
《福尔摩斯二世》（英語：Sherlock Jr.）是一部1924年的美国无声喜剧电影，由巴斯特·基頓自导自演，克莱德·布鲁克曼、让·哈维兹和约瑟夫·A·米切尔（Joseph A. Mitchell）编剧。1991年，本片因其在“文化、历史和审美方面的显著成就”，被美国国会图书馆列入国家电影登记部下属的国家电影保存委员会保护电影名单。2002年，美国电影学会将其列为“AFI百年百大喜劇電影”榜单第62位。

## 评价
本片于评价聚合网站烂番茄上获得了94%的好评率，综合评分为9.7分。2005年，《时代》杂志将本片列入其“有史以来一百部电影”的榜单。本片也是伍迪·艾伦1985年的电影《开罗紫玫瑰》的主要灵感来源之一。